# Mark of the Vampire
Mark of the Vampire är en amerikansk skräckfilm från 1935 i regi av Tod Browning med Lionel Barrymore i huvudrollen.
I samtida källor anges ofta att filmen baserades på en roman med titeln Vampires of Prague av Guy Endore och Bernard Schubert. Men de flesta moderna källor menar att Mark of the Vampire är en remake på Brownings tidigare film London After Midnight från 1927 vilken i sin tur var baserad på hans berättelse The Hypnotist.

## Handling
Sir Karell Borotyn hittas död i sitt hem med märken på halsen och dränerad på blod. Den lokale läkaren Doskill drar slutsatsen att det måste vara en vampyr som dödat Borotyn men inspektör Neumann håller inte med honom om detta.
Ett år senare återvänder Borotyns dotter Irena hem tillsammans med fästmannen Fedor. Hon blir attackerad och professor Zelein kallas in för att förhindra vidare attacker. Lokalbefolkningen är övertygade om att greve Mora och hans dotter Luna är vampyrer och ligger bakom attackerna, men professor Zelein är inte lika säker och han gillrar en fälla för att ta fast den verkliga mördaren.

## Medverkande

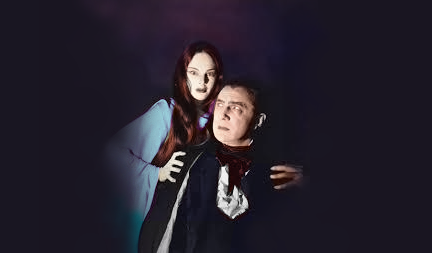

| Lionel Barrymore | – professor Zelein   |
| Elizabeth Allan  | – Irena Borotyn      |
| Lionel Atwill    | – inspektör Neumann  |
| Bela Lugosi      | – greve Mora         |
| Jean Hersholt    | – baron Otto         |
| Henry Wadsworth  | – Fedor Vincente     |
| Donald Meek      | – Dr Doskill         |
| Jessie Ralph     | – barnmorskan        |
| Ivan Simpson     | – Jan                |
| Holmes Herbert   | – Sir Karell Borotyn |